# Жданова, Татьяна Ивановна
Татьяна Ивановна Жданова — советский хозяйственный и политический деятель.

## Биография
Родилась в 1928 году. Член КПСС.
До 1963 года — инженерный и партийный работник в городе Ленинграде.
В 1963—1968 гг. — первый секретарь Куйбышевского районного комитета КПСС города Ленинграда.
В 1968—1974 гг. — заведующая отделом науки и учебных заведений Ленинградского горкома КПСС.
В 1974—1987 гг. — секретарь Ленинградского городского комитета КПСС по агитации и пропаганде.
Делегат XXIII и XXIV съездов КПСС.
С 1987 года — персональный пенсионер союзного значения.
Жила в Санкт-Петербурге.

## Награды
- Орден Трудового Красного Знамени (1966, 03.09.1971)
- Орден Дружбы народов (1981)